# Sociópolis
Sociópolis (també conegut com a Sociópolis, Proyecto Avanzado de Ciudad Social o Sociòpolis, en valencià) fou un projecte d'urbanització o grup d'habitatges al barri de Faitanar, al districte de Pobles del Sud de la ciutat de València, inicial l'any 2003. Encara que se troba administrativament al barri de Faitanar, el barri de la Torre és el núcli urbà més pròxim. L'arquitecte director del projecte fou Vicente Guallart.

## Història

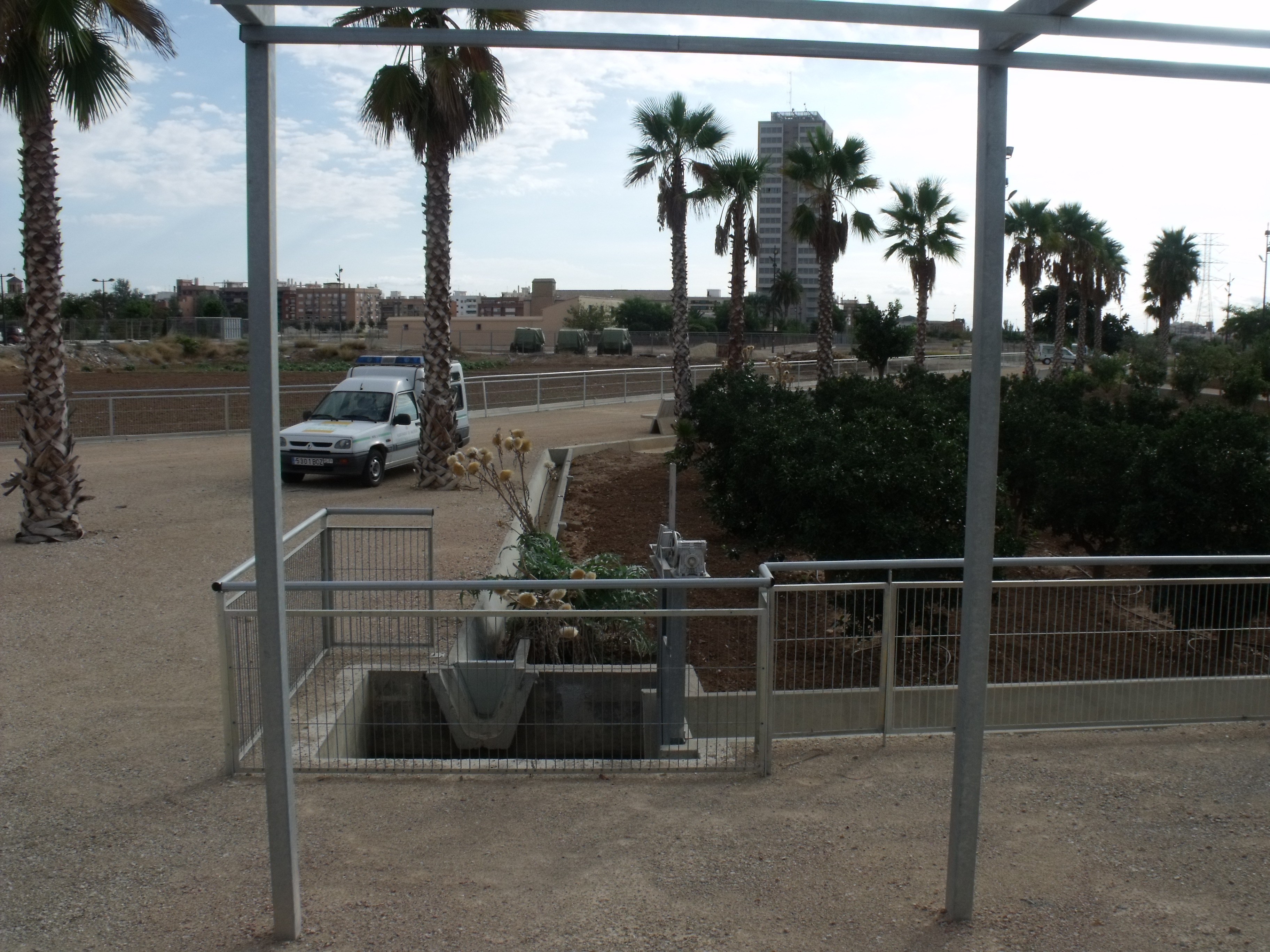
Séquia i horts urbans de nova planta

Sociópolis fou concebut en el punt àlgid de la bombolla immobiliària i fou presentat com el "projecte de ciutat de l'hàbitat solidari" en la Bienal de València; en ell, a més del propi Guallart, treballaren altres 12 arquitectes: Toyō Itō, Willy Müller, Lourdes García Sogo, Iñaki Ábalos, Juan Herreros Guerra, Manuel Gausa i Navarro, MVRDV, Josep Lluís Mateo i Martínez, Greg Lynn, François Roche, José María Torres Nadal i Duncan Lewis. Dietmar Steiner, director de l'Architekturzentrum Wien, definí Sociòpolis com "una perspectiva productiva entre el vell i el nou model de ciutat europea". Steiner calificà l'enfocament socialment integrador del projecte com "nou", considerant-lo "molt connectat amb l'arquitectura socialment compromesa i fins i tot experimental".

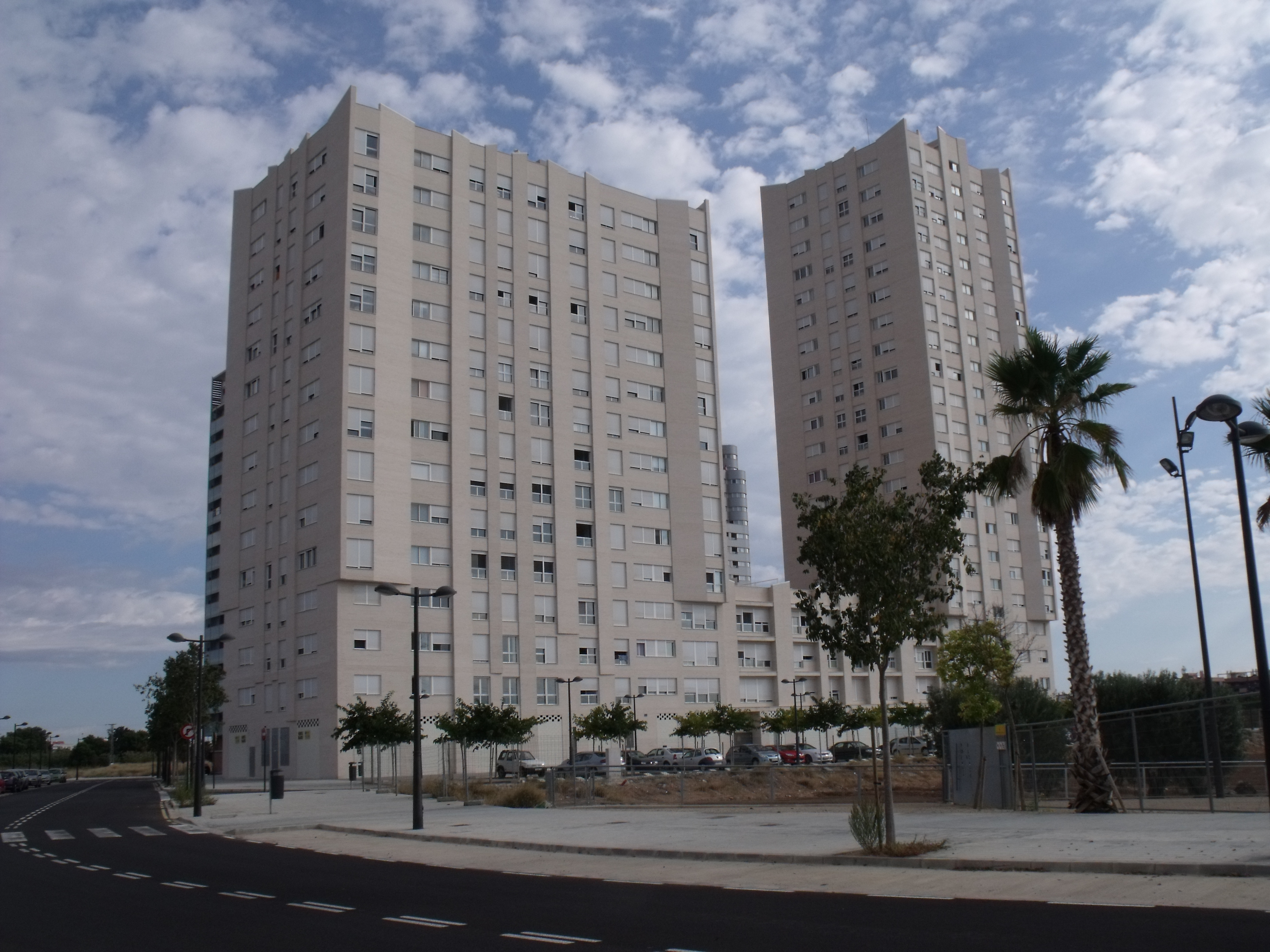
Edifici acabat de Sociòpolis (2013)

La proposta consistia en la creació d'un nou tipus de barri amb noves tipologies d'habitatges per a les noves estructures socials: jóvens que viuen sols o compartint pis, persones majors tutelades, immigrants o famílies monoparentals; al mateix temps, al construïr-se en terreny fins aleshores d'horta productiva, s'intentà conservar els trets agrícoles per així crear un nou tipus de ciutat basat en el model de l'"hortulus mediterrani". El projecte pretenia integrar l'horta en un context urbanístic sostenible i, de fet, es planificaren diversos horts urbans.

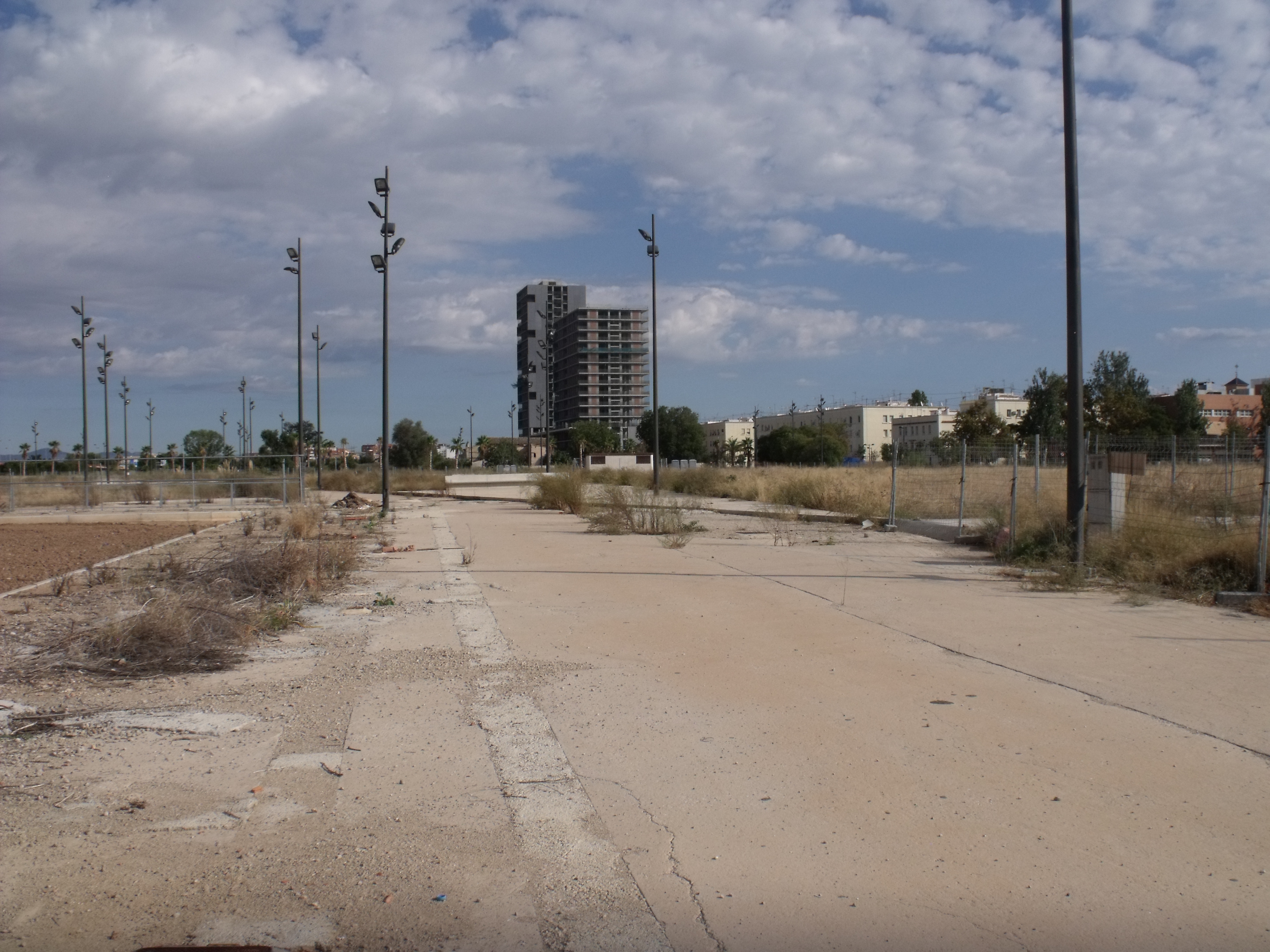
Carrer inacabat de Sociòpolis l'any 2013

Sociòpolis fou finançat per l'Institut Valencià de la Vivenda (IVV) i el govern d'Espanya, trobant importants problemes en la promoció pels efectes de la crisi econòmica de 2008. No obstant això, per a mitjans de 2010 ja s'havien finalitzat les dues primeres fasses (infraestructura viària, electricitat, aigua i mobiliari) i començaren a construïr-se els primers habitatges. Malgrat això, a 2025, el projecte no ha estat finalitzat; de les 18 torres projectades, només cinc estan habitades, algunes altres es troben a mig construir i la zona ha quedat en procés d'urbanització, restant envoltat de solars i d'horts urbans, que foren construïts a l'inici del projecte i encara estan en ús. El projecte quedà definitivament paralitzat l'any 2012, quan l'IVV manà detindre els treballs d'urbanització, quedant així els pocs edificis construïts aïllats entre l'horta i els solars.

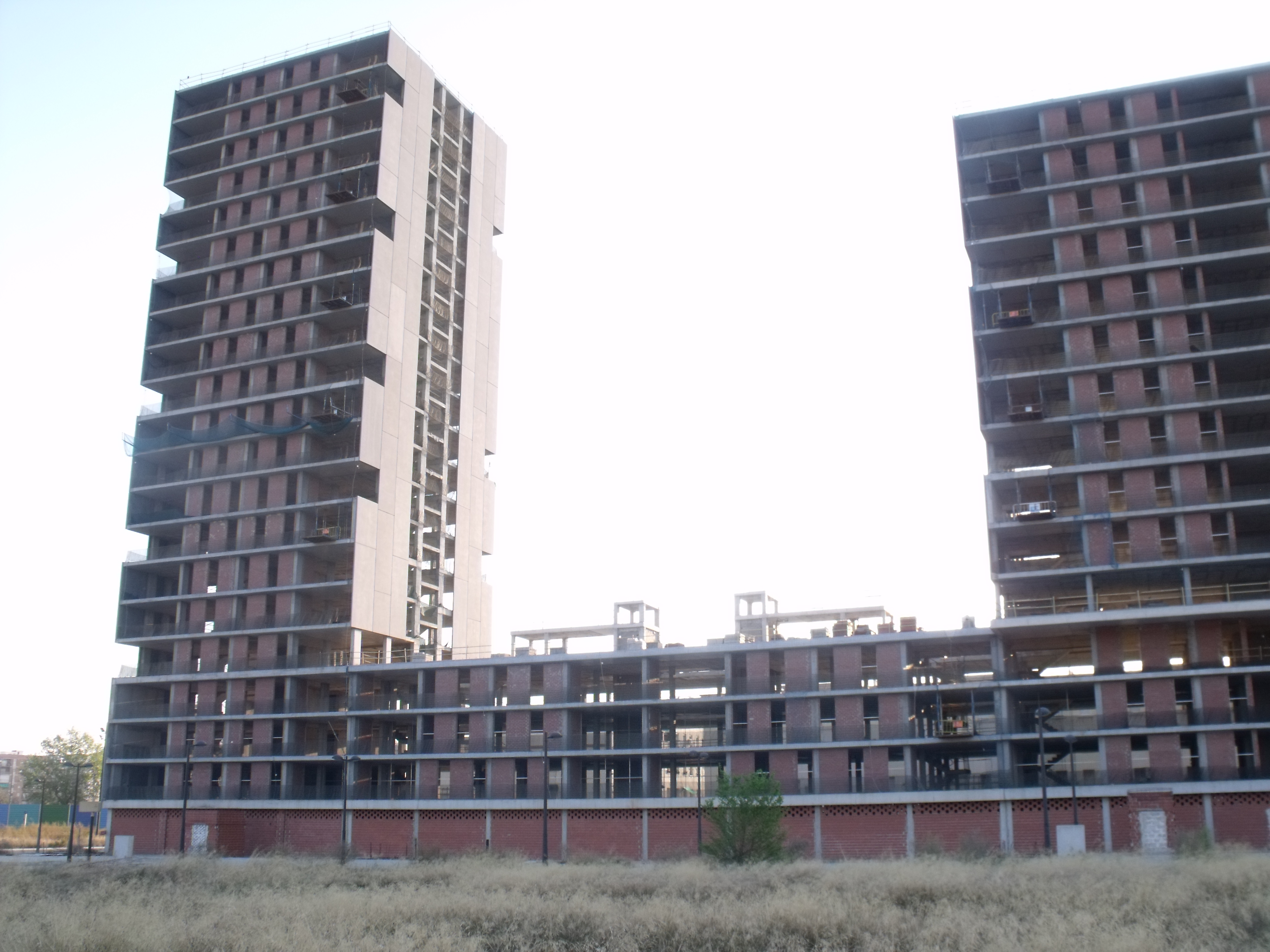
Edifici inacabat (2013)

L'any 2016, amb el canvi de govern autonòmic i municipal, ambdues administracions iniciaren les conversacions per tal d'agilitzar la reurbanització i el rellançament del projecte de Sociòpolis. El març de 2017 fou anunciada la construcció d'una pasarel·la per a vianants i ciclistes que travessaria el nou llit del Túria per tal d'unir el barri de Faitanar amb la resta del terme de València. Les obres de reurbanització consistirien en pavimentar; xarxa de reg i jardineria; adeqüació de séquies; pas de vianants amb semàfors en la CV-407; adeqüació de la CV-400 per a l'execució de dues zones destinades a horts; construcció de dos trams de la xarxa d'aigües pluvials, d'un encreuament de telefonia i col·locació de nous punts d'enllumenat, així com la revisió dels ja existents; treballs d'enderrocament i moviment de terres. Tot això havia d'estar acabat el primer trimestre de 2018, suposant una despesa d'un milió i mig d'euros. L'any 2022, l'ajuntament i la generalitat acordaren comprar un edifici del conjunt per més de 18 milions d'euros i, un any després, l'ajuntament planificava la construcció de 95 habitatges de protecció oficial a un dels solars de la urbanització. No obstant això, i com tota la resta del barri, Sociópolis patí els efectes de l'episodi de gota freda de finals de 2024.